# Aytos Point
Der Aytos Point (englisch; bulgarisch нос Айтос nos Ajtos) ist eine Landspitze an der Südküste der Livingston-Insel im Archipel der Südlichen Shetlandinseln. Sie liegt 1,5 km südwestlich des M’Kean Point.
Die bulgarische Kommission für Antarktische Geographische Namen benannte ihn 2002 nach der Stadt Ajtos im Osten Bulgariens.